# История почты и почтовых марок Шарджи

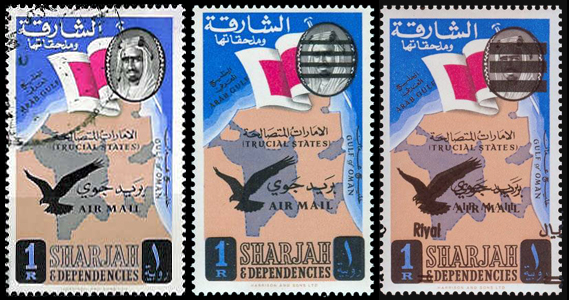
Первый стандартный выпуск почтовых марок Шарджи (ОАЭ), 1 риял, 1963 г. и 1965 г., с надпечаткой на «Сакре бин Султане аль-Касими» после переворота

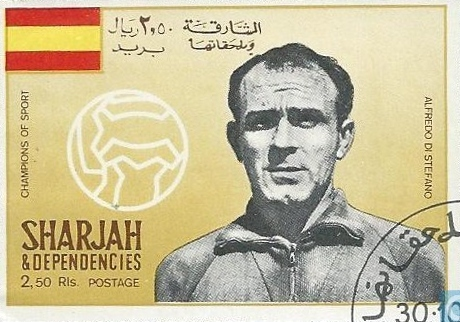
Марка Шарджи 1968 г. с изображением футболиста Альфредо Ди Стефано

До 1963 года гражданские почтовые отправления из Шарджи пересылались через почтовое отделение в Дубае. Военные почтовые отправления британских войск, дислоцированных в этом районе, проходили через аэропорт Королевских ВВС в Шардже.
10 июля 1963 года в Шардже открылось собственное почтовое отделение и начался выпуск почтовых марок и цельных вещей под названием англ. «Sharjah & Dependencies» («Шарджа и зависимые территории») (к которым относились Кальба, Хор-Факкан и Дибба). Были также незаконные надпечатки с использованием Хамрии — часто сепаратистского прибрежного города, но официально подчинявшегося Шардже и так и не получившего признания в качестве самостоятельного Договорного государства.
Шарджа с зависимыми территориями вошла в состав Объединённых Арабских Эмиратов 2 декабря 1971 года, но продолжала выпуск собственных почтовых марок. 31 июля 1972 года ОАЭ взяли на себя полную ответственность за почтовую службу. Тем не менее, Шарджа продолжала использовать собственные марки вплоть до выпуска первой стандартной серии ОАЭ 1 января 1973 года. Известны конверты со смешанным франкированием ОАЭ и Шарджи.

## Выпуски «Песчаных дюн»
В 1963 году Великобритания передала ответственность за почтовую связь Договорных государств. Американский предприниматель-филателист по имени Финбар Кенни увидел возможность создать ряд выпусков марок, ориентированных на прибыльный рынок коллекционеров, и в 1964 году заключил сделку с рядом Договорных государств о получении франшизы на изготовление марок для их правительств. Кенни сделал своей фишкой подписание подобных сделок, в том числе в 1964 году он подписал контракты с правителями Аджмана и Фуджейры, а также оказался втянутым в дело о взяточничестве в США из-за своих дел с правительством Островов Кука. Выпуск марок Манамы, зависимой от Аджмана территории, — крошечной аграрной деревушки на отдаленной равнине, где было открыто «почтовое отделение», — яркий тому пример.
Эти марки, кричаще иллюстрированные и не имеющие никакого отношения к реальным эмиратам, в которых они якобы были выпущены (среди выпусков были «Космические исследования» и «Олимпийские игры в Токио»), стали известны как «Песчаные дюны». Их распространение в огромных количествах быстро обесценило их. По этой причине многие популярные каталоги не описывают эти марки.